# Arquivo Público Municipal Memória de Brumado
O Arquivo Público Municipal Memória de Brumado, também conhecido como Arquivo Público Municipal de Brumado, ainda como Arquivo Histórico Municipal de Brumado, é uma entidade pública municipal classificada como museu, com sede na cidade brasileira de Brumado, no interior do Estado da Bahia. O arquivo histórico foi criado em 9 de junho de 2009. O prédio onde funciona o Arquivo Municipal está localizado no centro da cidade. É uma edificação de meados do século XIX, de estrutura colonial, casarão doado pelo tenente-coronel Amâncio da Silva Leite (um dos intendentes de Bom Jesus dos Meiras, antigo nome da cidade, em 1927), onde funcionava a antiga agência da Empresa Brasileira de Correios e Telégrafos (ECT, Correios).

## História
Em 1964, a agência dos correios foi transferida para um terreno do lado esquerdo do casarão, pois estava com sua estrutura comprometida, e ficou durante muito tempo inutilizado. Em 1978, o Ipac declarou inapropriado a utilização do edifício, mas a prefeitura pediu a reversão dos direitos de administração do casarão, o que foi concedido pelos Correios em 18 de agosto de 2007, no fórum Duarte Moniz. Então, entre 2007 e 2008, ficou decidido a reforma do prédio para abrigo do Arquivo Histórico Municipal, iniciado em 9 de junho de 2009 e inaugurado em 11 de junho do mesmo ano. A primeira exposição aberta ao público ocorreu em 2011.

## Acervo e objetivo
O arquivo histórico de Brumado é um pequeno museu que visa o resgate da História do município e seu povo, mediante apresentação dos itens e amostras antigas, como documentos oficiais desde a fundação do município; objetos antigos pertencentes aos moradores antigos da cidade. Dentre estes objetos estão utensílios clínicos utilizados pelo Dr. Mário Meira, como bisturis, tesouras, estetoscópios, luvas e outros aparelhos clínicos. Também há livros, fotografias de personalidades como o padre José Dias e logradouros antigos, como ruas e praças; objetos domésticos como jogo de jantar de cerâmica e potes entre outros; ferros de passar à brasa, utensílios domésticos utilizados pelos moradores antigos da cidade; roupas, modelos de aparelhos antigos de rádio, televisão, telefones e outros produtos eletrônicos; recortes de jornais antigos e exemplares de revistas antigas etc. Há uma infinidade de outros objetos que servem como fonte de pesquisas para estudantes e interessados na história de Brumado. As peças são de cunho recreativo, científico e humanístico, com o tema "história". O acervo não é composto apenas de peças provenientes do próprio arquivo municipal, mas também de doações da população. Algumas das principais peças são os documentos originais da época do Brasil pós colonial, como documentos provinciais, como leis e resoluções relacionados ao longo do desenvolvimento do município. No arquivo pode-se encontrar várias cópias de um livro lançado em 1956 por Licurgo Santos Filho, com o tema Uma Comunidade Rural do Brasil Antigo (Aspectos da Vida Patriarcal no Sertão da Bahia nos Séculos XVIII e XIX). O título foi relançado em 2012 pela Academia de Letras e Artes de Brumado, que também funciona no mesmo espaço. O museu é aberto diariamente, de segunda à sexta-feira, entre às 8 e 17 horas, horário de Brasília, entrada franca. A maioria dos visitantes são estudantes do ensino fundamental e médio e professores que adquirem conhecimento através da análise e observação dos objetos. É possível, no próprio local, a realização de trabalhos de arte, ciência, música e escrita relacionadas ao próprio arquivo, não só no cotidiano, mas também em datas especiais como a comemoração à Primavera de Museus. Devido à baixa visitação de outras pessoas não relacionadas à pesquisas escolares e acadêmicas, a secretaria de educação e cultura do município tem incentivado à população à valorização da cultura local, através de participações em eventos relacionados à Semana de Museus, um evento promovido pelo Instituto Brasileiro de Museus (Ibram) e eventos natalinos no prédio, quando é decorado à caráter para chamar a atenção, possibilitando, assim, a visita de mais pessoas.